# 신도반
신도 반(申屠蟠, ? ~ ?)은 중국 후한 말기의 은사로, 자는 자룡(子龍)이며, 진류군 외황현(外黃縣) 사람이다.

## 행적
집안이 가난해 칠공(漆工)이 되었다. 군(郡)에서 주부(主簿)로 불렀지만 나가지 않았다. 숨어 살면서 학문에 정진해 오경(五經)에 두루 정통했고, 도위(圖緯)에도 밝았다. 한나라 황실이 기울어가는 것을 보고 양탕(梁碭)에 자취를 감추고 나무를 심어 집을 삼았다고 한다. 태위 황경과 대장군 하진이 연이어 불렀지만 역시 나가지 않았다. 나중에 동탁이 황제를 폐위시키고 대신하자 순상 등이 모두 협조했지만 신도반만이 홀로 끝까지 협조하지 않았다.